# Autoroute A 73
Die Autoroute A 73 war eine geplante französische Autobahn von Clermont-Ferrand nach Périgueux. 
Die Planungen wurden schließlich als Autoroute A 89 realisiert, die darüber hinaus noch weiter nach Lyon führt. Das verbliebene geplante Autobahnstück zwischen Brive-la-Gaillarde und Saint-Germain-les-Vergnes wurde verworfen und über die in Nord-Süd-Richtung verlaufende Autoroute A 20 angeschlossen. 1996 wurde die Autoroute A 73 als Projekt aufgegeben. 